# Preobrajenka, Berezivka
Preobrajenka (în ucraineană Преображенка) este un sat în comuna Stari Maiakî din raionul Berezivka, regiunea Odesa, Ucraina.

## Demografie
Componența lingvistică a localității Preobrajenka
     Ucraineană (80%)
     Română (9,03%)
     Rusă (7,96%)
     Bulgară (1,51%)
Conform recensământului din 2001, majoritatea populației localității Preobrajenka era vorbitoare de ucraineană (80%), existând în minoritate și vorbitori de română (9,03%), rusă (7,96%), bulgară (1,51%) și armeană (1,08%).